# Dornier GEAMOS/SEAMOS
Bei GEAMOS und SEAMOS handelte es sich um unbemannte freifliegende Rotorplattformen von Dornier, in Weiterentwicklung zum Programm Kiebitz, einer gefesselten Rotorplattform. GEAMOS steht für Gefechtsfeld-Aufklärungs-Mittel und Ortungs-System und SEAMOS für See-Aufklärungs-Mittel und Ortungs-System. Dornier entwickelte den GEAMOS mit Eigenmitteln, sah für beide Systeme einen Markt und hatte bei den deutschen Bedarfsträgern Heer und Marine auch Befürworter. Als die GEAMOS-Versuche erfolgreich liefen, finanzierte das Bundesministerium der Verteidigung weitere Entwicklungen und Versuche zu Start und Landung auf stark schwankenden Schiffdecks. Die GEAMOS-Entwicklung und -Versuche liefen bis 1993, die Entwicklung des SEAMOS bis 1998 und die Versuche noch bis 2002.
Hatte sich beim Kiebitz erwiesen, dass die durch das Seil begrenzte Flughöhe von 300 m zwischenzeitlich zu gering war, wollte man Fluggeräte anbieten, die Sensoren bis 4000 m hoch tragen konnten, was quasi-optische Sichtweiten bis 250 km bedeutete.
Das Heer hätte das gegnerische Gefechtsfeld bis auf diese Tiefe aufklären können. Die Marine suchte eine schiffgestützte, hochfliegende und kleine Drohne für OTHT (Over The Horizon Targeting, Zielsuche über dem Horizont) für ihre geplanten Korvetten und andere kleinere Schiffe, die keinen Hubschrauber an Bord haben konnten.

## Beschreibung

### GEAMOS

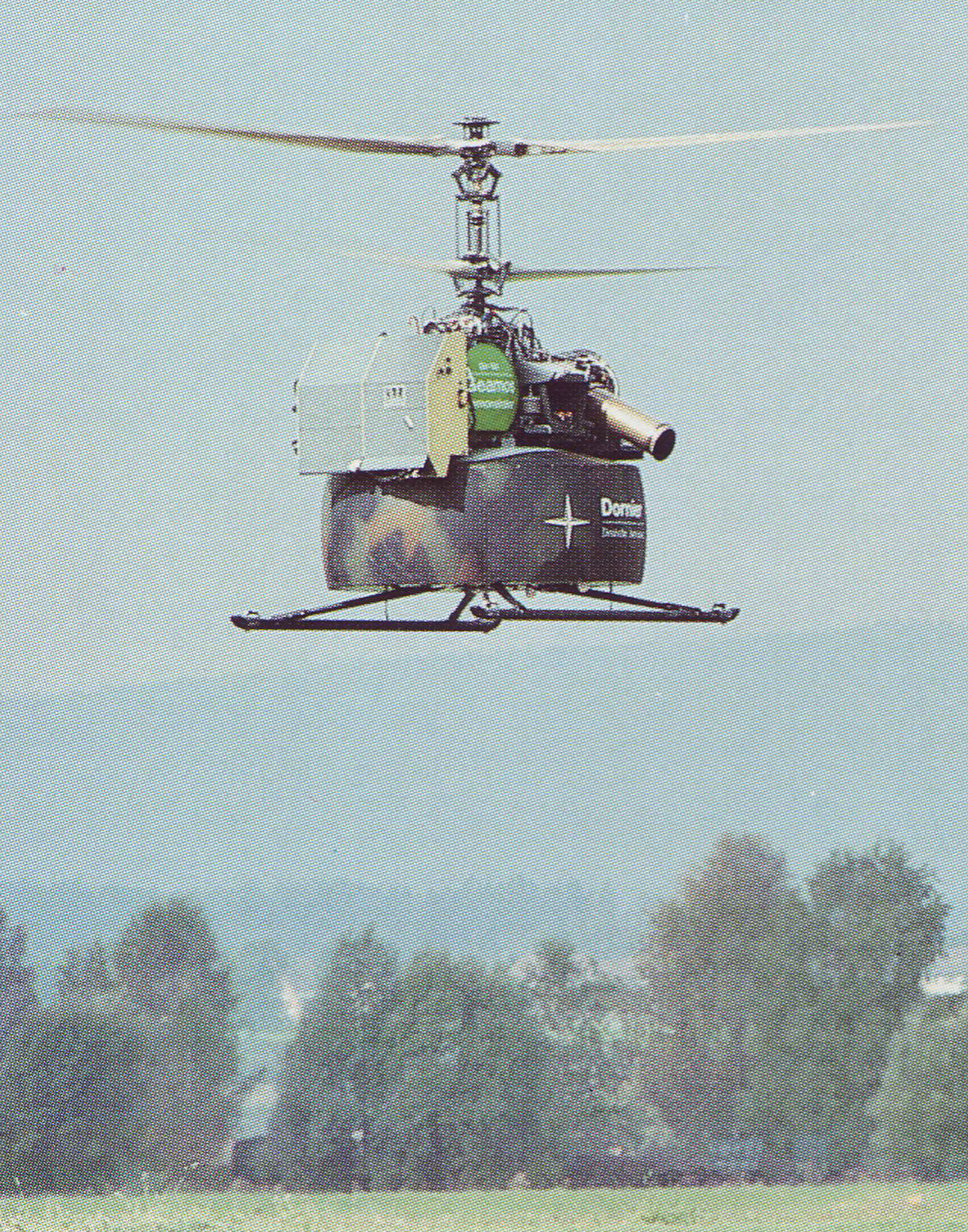
GEAMOS im Flug

Das Programm GEAMOS begann bei Dornier unter dem Namen PRIAMOS, abgeleitet vom Begriff Primäraufklärung, der im Bundeswehrsprachgebrauch aber abgeschafft wurde. Das Fluggerät des Kiebitz kam für diesen Einsatzfall nicht infrage, es war für eine Flughöhe von 300 m optimiert. Jede 100 Meter Fesselseil wogen knapp 30 kg. Das Fluggerät hätte damit zwar weitere 500 Meter steigen können, war dann aber an der Leistungsgrenze und hätte keine Kapazität mehr für Nutzlast und einen Tank gehabt. Auch die Aufwickeltrommel war an der optimalen Grenze. Man benötigte für die vorgesehenen ungefesselten Flughöhen bis 4000 Meter ein leistungsstärkeres Fluggerät.
Da das BMVg eine Neuentwicklung/Skalierung zu höherer Nutzlast des Systems Kiebitz nicht finanzieren wollte, auch zu einer Teilfinanzierung nicht bereit und bei Dornier wegen des anlaufenden Dornier 328-Programmes eigenes Geld knapp war, suchte man nach einer günstigen Alternative in Form eines vorhandenen Rotorsystems, das man für diesen Einsatzfall allenthalben modifizieren wollte.
Die US-Navy hatte in den 1960er Jahren mehr als 700 Stück des unbemannten und freifliegenden Systems QH-50 beschafft, 120 Schiffe mit diesem Hubschrauber als wiederverwendbarem Torpedoträger zur Erweiterung der Waffenreichweite ausgestattet und von den Schiffen aus eingesetzt. Mechanisch zuverlässig, krankte das System aber an den eingeschränkten Möglichkeiten der damaligen Fernsteuer- und Flugregelungstechnologie. Viele Geräte gingen verloren, weil die Piloten die Sichtverbindung zum Fluggerät verloren und sie sich „verflogen“. Die US-Navy musterte die Systeme bald wieder aus, da auch die Waffentechnologie mit Aufkommen der Lenkflugkörper solche Hilfsmittel überflüssig machte. Weiteres Problem waren der Start und die Landungen auf den doch mitunter heftig schwankenden Schiffdecks.
Es gelang Dornier mit dem damaligen Hersteller der QH-50, der Fa. Gyrodyne in USA ein Lizenzabkommen einzugehen und 2 gebrauchte Systeme QH-50 zu erwerben, wobei lediglich die Genehmigung durch die Amerikanische Regierung aufwändig war und lange Zeit beanspruchte. Dieses System passte in der Leistungsklasse genau zu den gestellten Aufgaben, wesentliche Modifikationen waren nicht notwendig. Für einen Demonstrator war es ausreichend, für das operationelle System war eine Neuentwicklung vorgesehen.
Verwendet wurden allerdings nur das dynamische System, d. h. Rotorblätter, Rotor Getriebe und Triebwerk. Vollkommen erneuert wurde das Flugführungssystem (Inertialnavigation, Bordrechner und Steller), die Avionik, Data Link und die allgemeine Ausrüstung wie Hydraulik und Elektrik. Und es wurde ein Radarsensor eingebaut.
Erste Testflüge wurden – von der Zulassungsbehörde so gefordert – gefesselt mit Drahtseilen am Flughafen Friedrichshafen erfolgreich durchgeführt. Wie bereits beim Kiebitz konnte LCT in Frankreich zu einem Joint Venture gewonnen werden. Die Firma stellte das modifizierte Ro 2 MTI Radar, einem Vorläufer ihres Orchidee/HORIZON, für dieses Vorhaben bei. Dornier integrierte diesen Sensor in einem Radom wie beim Kiebitz unter der Plattform. Die Sensordaten, wie auch die Regelungs- und Steuerungssignale wurden über Richtfunk-Datenlink von und zur Bodenstation übertragen. Das Fluggerät konnte damit den Startbereich in den Grenzen der Linkreichweite verlassen. Durch GPS und das genaue Inertialnavigationssystem an Bord benötigte der Pilot am Boden keine Sichtverbindung mehr zum Fluggerät, bekam den Standort und Flugrichtung auf einer digitalen Karte angezeigt. Eine Vermessung/Lokalisierung durch das beim Heer eingeführte Bodenradar Fledermaus war auch angedacht, sofern die Versuche die Notwendigkeit aufzeigen sollten.
Das Problem der Flughöhe und Tragen einer brauchbaren Nutzlast bei notwendiger Flugausdauer war mit diesem Gerät und Systemansatz gelöst. Die Plattform hätte bis auf 4000 m steigen können.
Noch vor Aufnahme der ungefesselten Freiflüge stellte Dornier das Programm 1993 ein. Das BMVg und die Luftwaffe hatten sich endgültig zur Entwicklung und Beschaffung des LAPAS entschieden. Öffentliche Haushaltsmittel für fliegende Aufklärungssysteme waren so auf längere Zeit gebunden, die Hoffnung auf einen Entwicklungsvertrag zerbrach bei Dornier endgültig. Die Luftwaffe versprach, die vom Heer immer wieder nachdrücklich geforderte Gefechtsfeldaufklärung mit dem System LAPAS nunmehr voll erfüllen zu können. Dieses wurde durch Fachleute und Dornier bezweifelt. Das Heer hat auch heute noch diese Aufklärungslücke, denn das LAPAS-Vorhaben wurde später 1993 auch eingestellt. Durch die Wiedervereinigung befand sich die Bundeswehr in Umstrukturierung, durch den Niedergang des Kalten Krieges waren viele Waffensysteme nicht mehr notwendig, bzw. wurden infrage gestellt. Auch die Dornier-Werke wurden heftig neu- und umstrukturiert.
Dornier gehörte zu dem Zeitpunkt bereits, zwar noch eigenständige Firma, zum DASA-Verbund und Jürgen Schrempp fuhr sein Rationalisierungs- und Umstrukturierungsprogramm DOLORES mit vielen Entlassungen von Mitarbeitern. So erhob auch der DASA-Hubschrauberbereich Anspruch auf das GEAMOS-Programm. Hier sah man allerdings nur den Hubschrauber und kritisierte, dass das System nicht aus eigenen Hause stammte. Die DASA genehmigte Dornier keine weiteren eigenen Gelder, Dornier ließ das Projekt ruhen und stellte es später ganz ein. Das Gerät wurde später für das Vorhaben SEAMOS umgebaut und genutzt.

#### Technische Details
Es handelte sich um die Version D des QH-50, die hier genutzt wurde. Wie der Kiebitz mit Do 32, hatte auch der QH-50 einen bemannten Vorläufer bei Gyrodyne. Das System hat einen gegenläufigen Koaxialrotor mit jeweils zwei Rotorblättern. Der Rotordurchmesser beträgt 6,1 m. Entsprechend der damaligen Technologie bestanden die Rotorblätter aus einem Metallholm, mit Holzrippen und Metallbeplankung. Der Antrieb erfolgte mechanisch durch eine Turboshaft-Turbine von Boeing. Da sich das Rotorgegendrehmoment durch die gegenläufigen Rotoren aufhob, war ein Heckrotor nicht nötig. Die Rumpfstruktur von ca. 2 m Länge trug mittig das Getriebe, seitlich angeflanscht das Triebwerk. Als Gegengewicht auf der anderen Seite waren die Hilfssysteme und die Radarkomponenten montiert. Dornier ersetzte das vierbeinige Landegestell durch zwei Kufen mit einem Radom und Radarantenne mittig unter dem Rotor. Das zulässige Gesamtgewicht betrug 1060 kg. Treibstoff war für eine dreiviertel bis Stunde Flugzeit an Bord. Kapazität für weitere Nutzlast war jedoch nicht mehr vorhanden, wenn man die 4000 Meter Flughöhe nutzen wollte. Ergänzt wurde das System am Boden mit einem Pilotenlenkstand, Radarleitstand und Antennen für den Datenlink/Telemetrie. Mit zwei Fluggeräten, die sich abwechselten, hätte man eine 24 Stunden Überwachung und Aufklärung am Tag realisieren können. Für den operationellen Einsatz war ein neues und etwas größeres System mit höherer Leistung vorgesehen. Die Henschel Flugzeugwerke AG bemühte sich hier um den Auftrag zur Entwicklung und Fertigung des Rotors und dynamischen Systems.

### SEAMOS

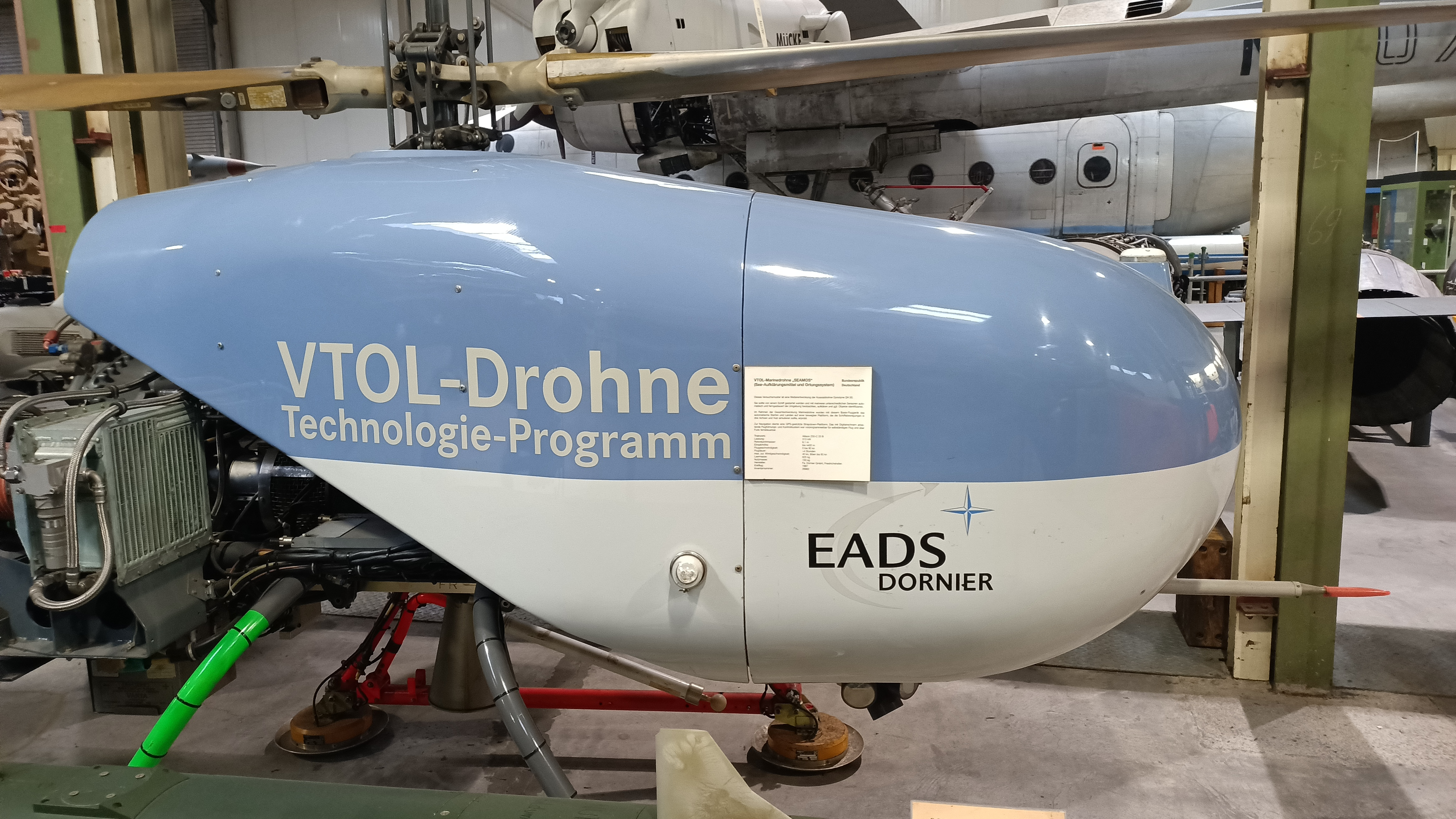
SEAMOS in der Wehrtechnischen Studiensammlung Koblenz

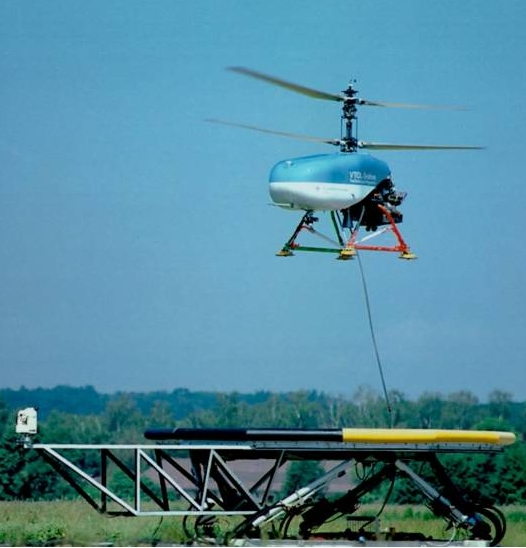
VTOL-Demonstrator mit Schiffdecksimulator und Sicherungsleine

Die Planer der Korvetten der Braunschweig-Klasse hatten von den erfolgreichen GEAMOS Versuchen gehört und baten Dornier um einen technischen Vorschlag für die auf der Korvette vorgesehenen Drohnen zur Überwachung und Aufklärung über den Horizont hinaus. Die Planer kannten die früheren Probleme bei Start und Landung mit dem QH-50 auf den amerikanischen Schiffen und verlangten die Zusicherung / den Nachweis, dass Starts und Landungen bei schwerem Seegang möglich sind. Dornier sah dieses Problem technisch mit einem System gelöst, das die Decksbewegung analysierte, die Lage der startbereiten oder landenden Drohne mit einem Laser erfasste und die Drohne automatisch im richtigen Moment freigab oder landete. Über Elektromagneten wurde die Drohne auf dem Deck festgehalten, bzw. freigegeben. Dieses System funktionierte im Labor, jedoch verlangte das BMVg einen operationellen Nachweis, den es auch beauftragte.
Dornier baute den GEAMOS Sensor wieder aus, rüstete das hohe Landewerk des QH-50 wieder ein und nannte das Gerät VTOL-Demonstrator. Von der SAS erstand man einen gebrauchten Pilotenausbildungssimulator, dessen Kabine abgebaut und durch ein Stück Schiffs-Landedeck ersetzt wurde. Man hatte damit einen programmierbaren Schiffdecksimulator geschaffen. Das Landewerk der Drohne bekam vier magnetische Fußplatten, in dem Deck wurden Elektromagneten eingelassen. An einem Ausleger am Decksimulator wurde das Bewegungsanalysegerät mit Laser angebaut, die Drohne erhielt das Gegensystem.
Dornier machte damit erfolgreiche Vorversuche und wies 1999 dem BMVg und Planern die Funktion in einer Serie von zehn Landungen und Starts hintereinander mit verschieden starken bis extremen simulierten Schiffsbewegungen auf dem Schiffdecksimulator nach. Besonders das Bewegungsanalyse- und Landesystem erwies sich als regelungstechnische Pionierleistung. Ein Computer errechnete aus der Deckbewegung und Lage des Fluggerätes genau die Sinkgeschwindigkeit, steuerte diese automatisch damit das Gerät im Moment des waagrechten Decks aufsetzte und automatisch von den Elektromagneten fixiert wurde.
Das Bundesamt für Wehrtechnik und Beschaffung erteilte dann einen Folgeauftrag zur Weiterentwicklung des Fluggerätes. Zuerst galt es die Nutzlast zu erhöhen und den Kraftstoffverbrauch zu senken. Dazu bekam das Fluggerät das leichtere und im Verbrauch günstigere Triebwerk Allison 250, wie es auch in der Bo 105 und somit hinsichtlich Ersatzteilversorgung bereits bei der Bundeswehr eingeführt war. Die Flugzeit erhöhte sich auf 1,5 bis 2 Stunden. Mit zwei Geräten hätte man auch hier abwechselnd einen 24 Stunden Betrieb am Tag sichergestellt. Dieses Fluggerät erhielt dann erst den Namen SEAMOS. Die Vorversuche in Friedrichshafen mit dem neuen Triebwerk waren erfolgreich. Für den nächsten Schritt, das Rotorsystem zu bauen, da das Gyrodyne System nicht mehr erhältlich war, d. h. neu zu entwickeln und im Wirkungsgrad und Rotorschub zu verbessern, lag ein Angebot von Eurocopter vor. Da diese Kosten den vorgesehenen Budgetrahmen für die Korvette sprengten, entschied man die Korvette ohne die Drohnen bauen zu lassen. Bei einer späteren Vorführung wurde das Fluggerät beschädigt, weil es bei einem unbeabsichtigten Stromausfall der aus Kostengründen nicht doppelt abgesicherten Elektromagneten im Stand von der schrägen Deckfläche des Simulators fiel. Angesichts des ungeklärten Bedarfs hat EADS/Dornier die Reparatur nicht mehr durchgeführt. 2002 setzte man zunächst die Weiterentwicklung des SEAMOS aus und stellte das Projekt 2003 endgültig ein. Die Korvetten erhielten zunächst keine Drohnen, die Voraussetzungen wie Hangar und Landedeck wurden jedoch realisiert. Nach erfolglosen Integrationsversuchen des „Schiebel-Kopters“ im Jahr 2008 wurde 2021 die Beschaffung von Sea-Falcon-Systemen bei der Elektroniksystem- und Logistik-GmbH (ESG) entschieden, die 2024 alle Korvetten ausstatten sollen.
Unter dem Namen Sharc führte EADS das Projekt später weiter. Dieses System sollte 2009 für den operationellen Einsatz/Truppenerprobung angeboten werden. Wie der Seamos handelte es sich hier auch um ein System mit Koaxialrotor und es benutzte das früher bei Seamos entwickelte Landesystem unter dem Namen ATOL (Automatic Take-Off & Landing).

## Technische Daten
| Kenngröße               | GEAMOS                                  | SEAMOS                                               |
| ----------------------- | --------------------------------------- | ---------------------------------------------------- |
| Rumpflänge              | 2 m                                     | 2 m                                                  |
| Rumpfbreite             | 1,7 m                                   | 1,7 m                                                |
| Höhe über Alles         | 3,5 m                                   | 3,2 m                                                |
| Rotordurchmesser        | 6,1 m                                   | 6,1 m                                                |
| Anzahl Rotorblätter     | 2 × 2 Koaxialrotor gegenläufig          | 2 × 2 Koaxialrotor gegenläufig                       |
| maximales Abfluggewicht | 1060 kg                                 | 1060 kg                                              |
| Triebwerk               | Turboshaft Boeing T50-BO-12 mit 365 SHP | Turboshaft Rolls-Royce/Allison 250 C20 B mit 425 SHP |
| Flugausdauer            | bis 1 Stunde                            | bis 2 Stunden                                        |
| maximale Flughöhe       | 4790 m                                  | über 5000 m                                          |